# Aastejärv
Aastejärv ist ein natürlicher See in der Landgemeinde Saaremaa im Kreis Saare auf der größten estnischen Insel Saaremaa. Auf dem See liegt eine 0,3 Hektar große namenlose Insel. 2,4 Kilometer südwestlich des 10,6 Hektar großen Sees liegt der Ort Undva und 760 Meter östlich die Ostsee.